# 千葉經濟大學
千葉經濟大學（日语：／），是日本关东地区的一所私立大學，属于学校法人千叶经济学园。该校位於日本千葉縣千葉市。

## 简史
- 1968年 成立千叶经济短期大学
- 1988年 成立千叶经济大学
- 1993年 千叶经济短期大学改称为千叶经济大学短期大学部

## 学科设置
大学部设有经济学科和经营学科；短期大学部设有商务生涯（Business Life）学科与儿童学科。